# Alboin
Alboin (også: Alboïn, Alduin; 526 – 28. juni, 572/573) var en langobardisk konge af Gausidynastiet der regerede i sidste halvdel af det 6. århundrede – ca. 560 – 572. I 568 førte Alboin langobarderne til Italien hvor de besejrede romerne (byzantinerne) og bemægtigede sig landet.

## Navn
Alboin (ahl-BWEH) er et germansk navn der betyder "alfernes ven". De angelsaksiske navne Ælfwine (ligeledes "alfernes ven") og Eadwine ("rigdoms ven") er muligvis dannet på grundlag af den langobardiske konge Alboin, og de angelsaksiske konger fra 7. århundrede der havde disse navne var sandsynligvis opkaldt efter langobardiske konger der på dette tidspunkt havde fået en nær mytologisk status.

## Tidlig historie
Alboin var søn af den tidligere konge Audoin og prinsesse Rodelinde, datter af Amalaberga og Herminafried, thüringernes konge og grandniece af Teoderik den Store. Langobarderne var på dette tidspunkt bosat i Noricum (nuværende Niederösterreich) og Pannonien hvor de strides med deres forskellige germanske nabostammer.Og i 551 mens Audoin stadig var konge, kom det til krig med gepiderne som var langobardernes sydlige naboer. Langobarderne marcherede mod gepiderne og sejrede i det følgende slag. Ifølge Paulus Diaconus kom sejren da Audoins søn Alboin selv dræbte Turismod søn af gepidernes konge Turisind, hvorefter gepiderne flygtede og senere søgte om og fik fred.
Kort efter valgte Alboin at besøge gepiderne, hvor Turisind på trods af nederlaget i krigen og hans søn død, valgte at følge gæstebuddets regler og ikke forulempe hans gæster. Men hos Turisind så Alboin Turisinds barnebarn Rosamond som han fandt smuk og ønskede for sig selv. Men Audoin besluttede (555) at Alboin skulle gifte sig med Klotsuinda, en datter af frankernes konge Klotar, i et forsøg på at forbedre relationerne med frankerne. Sammen fik de datteren Alsvinda som senere kom til Konstantinopel. I mellemtiden var Audoin død og efterfulgt af Alboin og ligeledes gepidernes konge Turisind som blev efterfulgt af hans søn Kunimond. Da Klotsuinda også var død, søge Alboin om Rosamonds (Kunimonds datter) hånd men blev afslået, hvorefter han stjal hende væk med magt og bragte hende tilbage til langobardernes rige. Kunimond krævede forgæves at få hende tilbage og krig fulgte hvor gepiderne med den byzantinske kejser Justins hjælp sejrede, og Rosamond sat fri. Alboin søgte nu andre allierede, som han fandt i avarerne. Kunimond søgte igen byzantinernes hjælp mod til gengæld at give dem Sirmium og andre territorier, men Justin trak tiden i langdrag og forholdt sig neutral. Gepiderne, nu angrebet på to fronter, blev besejret og som folk og nation totalt udslettet (566/567). Aftalen med avarerne indebar at de skulle aflevere halvdelen af deres krigsbytte og hele gepidernes tidligere land. Byzantinerne tog Sirmium.
Langobarderne tog en stor mængde krigsfanger af gepiderne af både mænd og kvinder, og her ibland Rosamond, som Alboin nu tog som kone. På traditionel germansk vis, blev fangerne dog ikke solgt som slaver, men relativt hurtigt indlemmet i langobardernes stamme på samme vilkår som andre langobardere. Af Kunimonds hovedskal lavede han et forgyldt drikkebæger som gik i arv i langobardiske kongefamilier i mange generationer. På langobardisk kaldte de sådan et drikkebæger for en "skala", som evt. kan være etymologisk i familie med det nordiske "skål" eller det tyske "Schädel" (hovedskal).
Alboins succes spredte sig så bredt at det nåede Rom, som søgte langobardernes hjælp i deres krig mod goterne. Langobarderne blev transporteret med skib til Rom, og til romernes store glæde, besejrede goterne under deres konge Totila til deres fuldstændige ødelæggelse. Langobarderne vendte tilbage til deres hjemland tungt belæsset med krigsbytte.

## Invasion af Italien
Alboins sejr over gepiderne havde overbevist ham om at han med held kunne invadere og bosætte sig i Italien, som nyligt var kommet under byzantinernes kontrol og, om end udpint af de lange Goterkrige stadigt lovede et stort og rigt bytte. Samtidigt var Alboins styrker blevet forøget af en indstrømning af mænd fra andre en række andre germaner- og hunnerstammer; gepiderne, sarmatianere, rugiere, saksere, alanere, herulere, hunnere – alene sakserene talte 20.000 mænd. Alboin gav dernæst Pannonien til avarerne, for på den måde at hindre en mulig byzantinsk undsættelse gennem Balkanhalvøen, dog med en aftale om at hvis de skulle mislykkes i invasionen af Italien og komme tilbage inde 200 år, skulle de få deres land tilbage med det samme.
I påsken 568 samlede Alboin så alle hærene der skulle deltage i invasionen af Italien og i starten af maj begyndte de at marchere. Præcise tal er umulige at komme til, men der kan have været talt om en horde på mellem 100 og 150 tusinde personer – hvoraf krigere dog var en minoritet, hovedparten udgjorde familier, kvinder og børn. Invasionen lignede således ikke så meget en militærinvasion, som en folkemigration, med hele familier og flokke af horder husdyr.
Vejen de fulgt til Italien vides ikke, men de brugte sandsynligvis de romerske veje i Pannonien, der ledte dem over Isonzo. En legende fortæller at før de kom ind i Italien, besteg Alboin Matajur, så bjerget derefter blev kaldt for "Kongebjerget". Bjerget ligger i ved floden Natisone, men det er nok mere sandsynligt at de fulgte de romerske veje der ville have ledt dem forbi Emona (Ljubljana), og ned i Aquileia langs dalen og floden Vipacco.
Byzantinerne gav lidet modstand og fortrak at blive i deres befæstede byer. Den første større by til at falde i Alboins hænder var Iulii Forum (Cividale del Friuli), som han gav til hans nevø Gisulf, som dermed blev den første hertug af Friuli, med den opgave at beskytte langobardiske hære mod mulige bagangreb fra øst og sikre en flugtvej hvis det skulle komme til det.
De større byer i det nordøstlige Italien fulgte hurtige i løbet af sommer-efterår 568; Aquileia, Vicenza, og de resterende byer i Venetia samt Verona hvor Alboin oprettede hans hovedkvarter og overvintrede. Efter vinterpausen, fortsatte de ind i det nuværende Lombardiet; Milano blev indtaget i september, mens Pavia gjorde stædig modstand. Belejringen af byen der lå ved floden Ticino, hvor Alboin fortsatte mod syd, krydsede Appenninerne og underlagde sig store områder af dagens Toscana og i 570 oprettede Hertugdømmet Toscana med hovedstad i Lucca. Alboin havde nu underlagt sig hovedparten af Italien ned til Toscana, med undtagelse af Rom, Ravenna og nogle få andre befæstede byer. Hvor de mødte alvorlig modstad var hævnen mere barbarisk og hensynsløs end noget Italien før havde oplevet. Endelig i 572 overgav Pavia sig og blev dernæst hovedstad i langobardernes kongerige. Han havde egentligt svoret at han ville massakrere alle indbyggerne uanset køn og alder som straf for deres stædige modstand, men på vej ind gennem byporten faldt hans hest pludselig sammen under ham og ville ikke rejse sig uanset om de stak til den med spyd. Da besluttede Alboin at redde byen fra hans planlagte massakre, hvorefter hesten straks rejste sig. Så for en gangs skyld slap indbyggerne nådigt fra deres modstand.

## Død
I år 572 kaldte Alboin sig konge af Italen og regerede derefter i tre og et halvt år indtil han blev snigmyrdet af Rosamond, som hævn for at han i fuldskab havde tvunget hende til at drikke af det drikkebæger han havde formet af hendes fars hovedskal. Hjulpet af Helmichis, sin elsker og kongens våbenbærer samt den langobardiske prins Peredeus som hun havde forført og derefter afpresset, fik Rosamond sin mand Alboin hugget ned efter et drikkegilde.
Mere prosaisk har den tyske historiker Jörg Jarnut forslået at hændelsen var et forsøg på fra Helmichis at tilrane sig kronen, med opbakning af dronningen og nogle dele af hæren og med støtte fra byzantinerne. Forsøget mislykkedes og Rosamond og Helmichis måtte flygte til Ravenna. Hvortil de også tog kongens datter Alsvinda og hele den langobardiske statskasse, godt fyldt op af fra krigsbyttet fra invasionen af Italien. I stedet valgte langobarderne Cleph som Alboins efterfølger. Rosemond og Helmichis døde kort tid efter i et giftmord og Alsvinda, Alboins eneste barn, blev sendt til Konstantinopel.